# Wolfgang Mitterer
Pour les articles homonymes, voir Mitterer.
Wolfgang Mitterer, né le 6 juin 1958 à Lienz (Tyrol oriental), est un organiste et compositeur autrichien.

## Vie et œuvre
Wolfgang Mitterer entre au conservatoire de Graz en 1977 (classe d’Otto Bruckner), puis étudie l’orgue (classe d’Herbert Tachezi) et la composition (classe d’Heinrich Gattermeyer) à la Musikhochschule à Vienne de 1978 à 1983 ; en 1983, il passe un an au Studio de Musique électroacoustique (EMS) de Stockholm. Il obtient plusieurs bourses d’études, notamment à Rome en 1988 et à Berlin en 1995-96. En 1991, Mitterer fonde le label Olongapo
Mitterer est considéré comme l’un des principaux compositeurs autrichiens de musique contemporaine et comme un pionnier dans le domaine de la musique électroacoustique. Il travaille aujourd’hui fréquemment avec d’autres artistes internationaux, surtout des musiciens-improvisateurs de jazz tels que Wolfgang Puschnig, Wolfgang Reisinger, Linda Sharrock, Klaus Dickbauer, Sainkho Namtchylak, Tscho Theissing, Tom Cora, Ernst Reijseger, Hōzan Yamamoto, Roscoe Mitchell, Georg Breinschmid, David Liebman, David Moss, Max Nagl, Achim Tang, Patrick Pulsinger, Christof Kurzmann, Christian Fennesz, Marc Ducret, Franz Koglmann, Louis Sclavis, Harry Pepl, etc.
Mitterer se produit également comme organiste, en plus de ses propres compositions, il interprète des œuvres de Bach, Messiaen et Ligeti. S’il joue dans des lieux off comme une carrière ou un fort désaffecté au Tyrol, on peut aussi l’entendre lors de festivals tels que les Donaueschinger Musiktage ou le Steirischer Herbst, ou encore aux Darmstädter Ferienkurse (Cours d'été de musique moderne de Darmstadt).
Outre ses installations sonores et de nombreux collages électroniques, Wolfgang Mitterer a aussi écrit de la musique de chambre, des œuvres scéniques (y compris des opéras), un concerto pour piano et de la musique pour orchestre et orgue. Il a également travaillé pour le cinéma expérimental, la création radiophonique et le théâtre, accompagné des films muets en live, composé de la musique pour les défilés d’une créatrice de mode.
Wolfgang Mitterer a été chargé de cours à la Musikuniversität de Vienne et aux Darmstädter Ferienkurse für Neue Musik. Il est en outre membre du conseil d’administration d’austro mechana (société autrichienne de défense des droits d’auteur mécanico-musicaux).

## Carrière et compositions

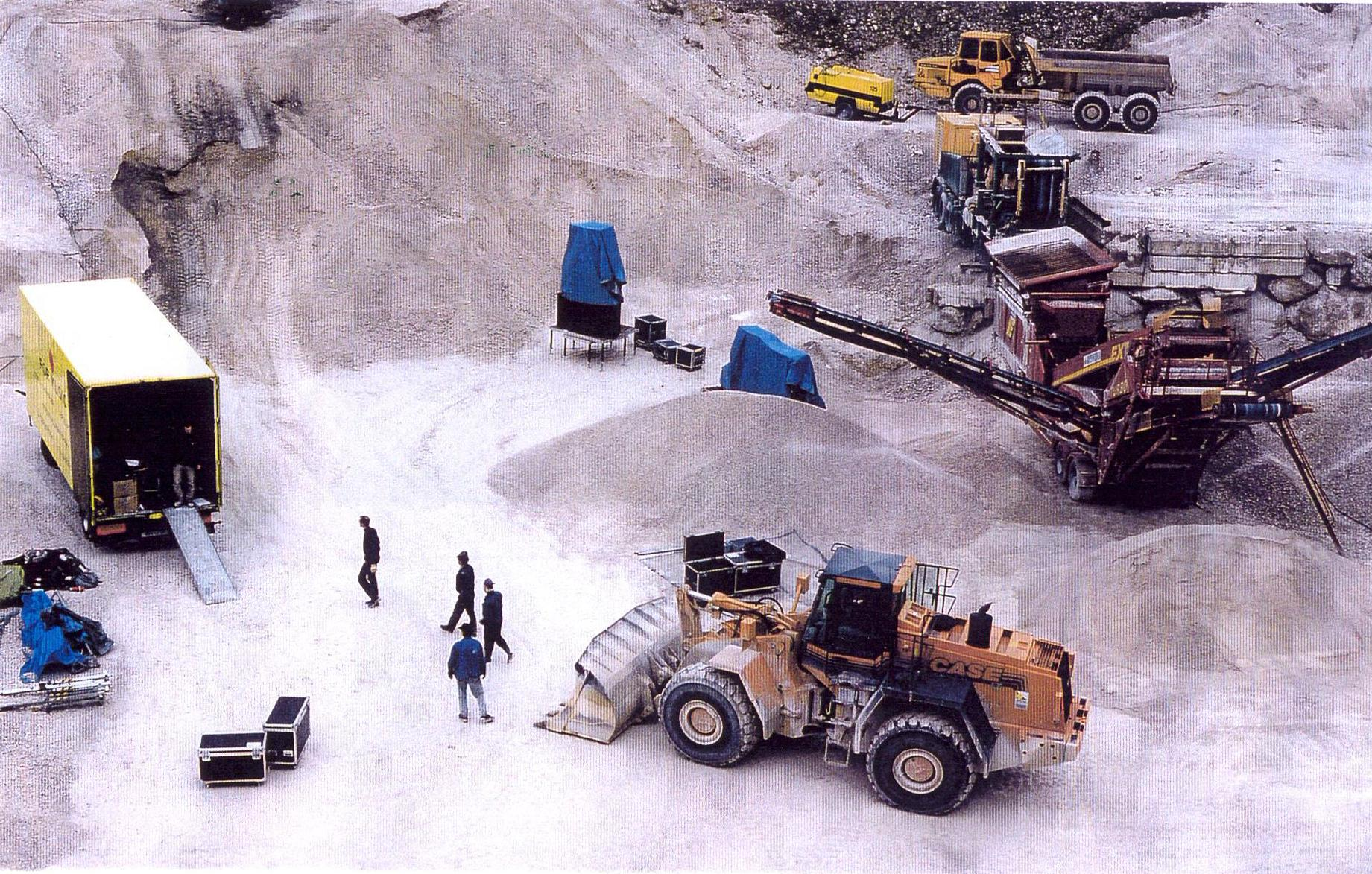
Vertical Silence

Wolfgang Mitterer travaille et compose dans le domaine de l’improvisation collective, joue de l’orgue et utilise divers instruments électroniques.
Son rapport à l’espace, fréquemment thématisé dans ses titres, a particulièrement marqué des pièces comme Waldmusik (« Musique de forêt »), silbersandmusik (« Musique de sable d’argent »), Turmbau zu Babel (« Tour de Babel »), horizontal noise, vertical silence et Labyrinth 6–11. 
Celles-ci ont parfois exigé la participation d’une centaine de personnes ou fait intervenir de nombreux ensembles musicaux traditionnels tels que les fanfares et les chorales. Si ces projets ont pu voir le jour, c’est grâce aux enregistrements qu’a réalisés Wolfgang Mitterer dans les genres musicaux les plus variés, grâce à ses concerts et à ses rencontres musicales avec divers acteurs de la scène DJ, mais aussi à ses nouvelles adaptations de pièces classiques, de Bach à Schubert.
Wolfgang Mitterer collabore également à des productions scéniques et dramatiques, dont il conçoit ou adapte bien souvent les textes, comme cela a été le cas pour Ka und der Pavian, basé le Livre des morts des Anciens Égyptiens, et pour Massacre, qui traite des persécutions religieuses au XVIe siècle vues par Christopher Marlowe, ou encore pour le cycle Im Sturm qui s’inspire de lieder de Schubert.

## Prix (liste non exhaustive)
- 1986: Preis der deutschen Schallplattenkritik
- 1989: Staatsstipendium für Komposition
- 1990: Anerkennungspreis des Prix Ars Electronica
- 1992: Max Brand-Preis
- 1995: Emil Berlanda-Preis
- 1995: Prix Futura Berlin
- 2002: Tiroler Landespreis für Kunst
- 2004: Prix de la ville de Vienne pour la musique
- 2008: Prix italia

## Projets
- Für VC und Klav (5 min) (pour violoncelle et piano)
- Fractals 13 (12 min) (pour 13 musiciens)
- Fractals 3 (11 min 40 s) ((pour clarinette basse et bande magnétique)
- Fractals 9 (11 min 30 s) (pour batterie et électronique)
- Ostinato (1 min 29 s) (pour saxophone et électronique)
- Senza Cauda (16 min) (pour 2 interprètes variables)
- Composto (9 min) (pour violoncelle et électronique)
- Larifari (4 min) (pour hautbois solo)
- Charivari (6 min 30 s) (pour hautbois et électronique)
- Danza Saltata (8 min) (pour hautbois et piano)
- Idee Fixe (7 min) (pour violon, hautbois, clarinette, violoncelle)
- Idefix (7 min) (pour violon, hautbois, clarinette, violoncelle, banjo, piano)
- Farce (4 min) (pour violon, hautbois, banjo)
- Nichts (12 min) (pour soprano ; avec 2 magnétophones)
- Bewegungen (12 min) (pour piano solo)
- Uluru 1 (14 min) (pour piano solo)
- Uluru 2 (11 min 15 s) (pour piano ; avec bande magnétique)
- Selbstähnlich (10 min 08 s) (pour piano, orgue positif et électronique)
- Facile (4 min 20 s) (pour cithare et bande magnétique)
- String Quartet (60 min)
- Do not Touch it (6 min) (pour 6 musiciens)
- Just an Idea of Something (7 min) (pour 6 musiciens)
- Surfaces 1–5 (5 min) (pour 4 interprètes ; avec bande magnétique)
- Fisis (32 min) (pour orchestre, 5 solistes, 3 chefs d’orchestre)
- Networds 1–5 (22 min) (pour 2 violons, 2 altos, violoncelle, contrebasse, 2 clarinettes, cor, piano, percussions ; avec bande magnétique 8 pistes)
- Waldmusik (50 min) (pour récitant en dialecte, soprano, 15 hackbrett, 3 bûcherons ; avec bande magnétique 8 pistes)
- Turmbau zu Babel (55 min) (pour 4200 chanteurs, 22 percussions, 8 trompettes, 16 cors, 16 trombones, 8 tubas ; avec bande magnétique 8 pistes)
- Modemusik 1 (32 min 11 s) (avec bande magnétique 8 pistes)
- Modemusik 2 (55 min) (pour électronique live)
- Off Limits (pour guitares électriques, voix, 2 percussions, basse électrique, électronique ; avec bande magnétique)
- Broken Consort (pour voix, percussions, hautbois, bandes magnétiques, piano et électronique)
- Dirty Tones (pour violon, clarinette, violoncelle, électronique)
- More Dirty Tones (pour 2 percussions, clarinette, électronique)
- Free Flow (pour clarinette basse, piano, basse, percussions ; avec bandes magnétiques)
- Reluctant Games (pour piano et électronique)
- Ab und zu (10 min 40 s) (avec 2 bandes magnétiques)
- Das Schattengedächtnis (20 min 07 s) (pour voix et piano ; avec bande magnétique 4 pistes)
- Amusie (50 min) (pour violon, basson, hautbois, clarinette, cor, orgue, électronique)
- Contracis (45 min) (pour interprètes variables avec bande magnétique))
- Und träumte seltsam (14 min) ((pour soprano solo, chœur, 9 instruments ; avec bande magnétique)
- Angelos (52 min) (pour bois, guitare électrique, orgue ; avec bande magnétique)
- Taktspende (9 s) (pour 9 interprètes)
- With Usura (20 min) (pour 15 lycéens sur des instruments fabriqués par eux ; avec 4 magnétophones à cassette)
- Radio Fractal (42 min) (pour 4 D.J., clarinette basse, guitare électrique, 2 percussions, voix ; avec bandes magnétiques 8 pistes)
- Beat Music (73 min) (pour 4 D.J., clarinette basse, guitare électrique, 2 percussions, voix ; avec bande magnétique 8 pistes)
- Ka und der Pavian (75 min) (pour 3 solistes, chœur, 2 percussions, 2 violons, 2 altos, 2 clarinettes, 2 cors, 2 trombones alto, contrebasson ; avec bande magnétique 16 pistes)
- Silbersandmusik (55 min) (pour ensemble vocal, chœur d’enfants, 5 fanfares, quintette à vent ; avec bande magnétique multipiste)
- Vertical Silence (63 min) (pour 4 D.J., 4 comédiens, corps de pompiers, mobylettes, fanfare, chœur d’enfants, chanteurs d’opéra, 2 tractopelles, 1 camion, chasseurs avec chiens, tronçonneuses, etc. ; avec bande magnétique)
- White Foam (73 min 04 s) (pour 14 musiciens, mezzo-soprano, récitant ; avec bande magnétique 16 pistes et comédien-improvisateur)
- Konzert für Klavier, Orchester und Elektronik (21 min 54 s)
- Horizontal Noise (pour clarinette basse, électronique, fanfare, chœur d’enfants, 3 sopranos, 10 joueurs de tambour, etc.)
- Espirando (33 min) (avec Saburo Teshigawara), pour 2 clavecins, 2 guitares et 4 banjos ; avec bande magnétique)
- Kadout (11 min) (pour électronique live)
- Massacre (83 min) (pour opéra avec 5 chanteurs, 9 musiciens et électronique)
- Crushrooms (95 min, (livret : Albert Ostermaier, pour 3 chanteurs, 3 récitants, chœur de femmes, 11 instruments et électronique)
- Labyrinth 1+2 (55 min) (pour soprano et électronique)
- Coloured Noise (70 min) (pour symphonie musclée avec 23 musiciens et électronique)
- Im Sturm (cycle de lieder) (pour Georg Nigl)
- Labyrinth 3 (11 min)
- Das tapfere Schneiderlein (petit opéra pour enfants) (pour 4 chanteurs, comédien, basse et électronique))
- Inwendig losgelöst (pour orchestre baroque, ensemble et électronique)
- Labyrinth 4 (pour bande magnétique 8 pistes et électronique)
- Mit einem lachenden Auge (10 min) (pour 7 chanteurs, 10 cordes et 4 trombones répartis en 5 groupes)
- Go Next (pour ensemble et électronique)
- Kleines Requiem (pour soprano, orgue et électronique)

- Stück Nr.2 (6 min 06 s)
- Äpfel und Birnen (6 min)
- Orgelmusik (42 min)
- Oboe (2 min 15 s)
- Grand jeu (52 min)
- Krummhorn (4 min 20 s)
- Vox acuta (8 min)
- Schlagstück (3 min 40 s)
- Regentoccata (8 min)
- Toccata ohne sorge (5 min 30 s)
- Stop playing (53 min)
- Piber 2003 (51 min)
- Tränenblind
- Seltsam unruhig

- Sonori (8 min) (pour trombone)
- Ive 1 (16 min 12 s) (pour bande magnétique)
- Fractals 5 (11 min 05 s) (pour 2 trompettes, cor, trombone, tuba, électronique)
- Oitasitros (12 min 37 s) (pour bande magnétique)
- Obsoderso (22 min 55 s) (pour saxophone alto et bande magnétique)
- Holladijodldijo (6 min 10 s) (pour saxophone alto)
- Ive (15 min 03 s) (pour saxophone alto et bande magnétique)
- Sortisatio (15 min 40 s) (pour violoncelle et bande magnétique)
- Histrio (3 min 50 s) (pour violoncelle)
- Tastatura (14 min 23 s) ((pour orgue positif, piano et électronique.)
- Cantus Fractus (10 min) (pour flûte, flûte alto, hautbois, contrebasse et percussions)
- Burleska (10 min) (pour hautbois)
- Mixture (30 min) (pour électronique)
- Homage a Bonbonidodonidonido (5 min) (pour électronique)
- 5 Stücke für Orgel und 7-Kanalband (24 min) (pour bande magnétique)
- Balancement (15 min 03 s) (pour bande magnétique)
- www.bwv.org
- Surfaces 1–5
- Fast Actions for Small Orgean

- Realtimesinfony (5 min 12 s)
- Mir wird schlecht (20 s)
- Violettes Gras (53 s)
- Mimemata (20 min)
- Funeral March (2 min 45 s)
- Lied auf einem Ton (5 min 40 s)
- Lied eines einsamen (7 min 25 s)
- Mit dem Regen in die (11 min 30 s)
- Impac Drullen (3 min 11 s)
- Olongapo (8 min 12 s)
- Fractals 2 (12 min 36 s)
- Roxy (2 min 30 s)
- Materials: Slow Motion 1 (7 min 40 s)
- Quiet Moments
- Langsam mahlen (14 min 10 s)
- Reiseis (10 min)
- Sopop (58 min)

- Astrologia Mundi (avec G. Saelichar, K. Dickbauer, G. Schneider)
- Fractals 11 (avec G. Schneider)
- Pat Brothers (avec W. Puschnig, L. Sharrock, W. Reisinger)
- Hirn mit Ei (avec H. Mutschlechner, K. Karlbauer)
- Call Boys Inc. (avec G. Selichar, K. Dickbauer, G. Schneider)
- Namtchylak/Mitterer“ (avec S. Namtchylak)
- Mitchell/Reisinger/Mitchell (avec R. Mitchell, W. Reisinger)
- Matador 1“ (avec W. Reisinger et K. Dickbauer)
- The Four Seasons“ (avec Hozan Yamamoto)
- Two Days Till Tomorrow (avec Tom Cora)
- Lied (avec Hans-Ola Ericsson)
- Mikado (avec W. Reisinger, K. Dickbauer et G. Breinschmid)
- Transitions 1 (avec Wolfgang Puschnig)
- Tenebre (avec Wolfgang Reisinger et Ronald Deppe)
- I:R:S: (avec Herbert Reisinger, Max Nagl et Achim Tang)
- Carbon Copy (Tunakan/Mitterer)
- Carbon Copy et Alex Deutsch
- Badminton (avec Josef Klammer)
- Some Like it Soft (avec le Low Frequency Orchestra)
- Running Boxes (avec Monolake)
- Box Blocks (avec Louis Sclavis et Herbert Pirker)

- Greiz (21 min 03 s) (pour bande magnétique 8 pistes / installation)
- Zeit vergeht (55 min) (pour bande magnétique 8 pistes et orgue)
- Ottenstein (3 × 60 min 02 s) (pour bande magnétique 16 pistes)
- Waldreichs (20 min) (stereo)
- TVKM (Tiroler Volkskunstmuseum)

- Drunk (dessin animé de Hubert Sielecki)
- Nit weiter geht (animation de Hubert Sielecki)
- Chargaff (documentaire d’Ebba Sinzinger)
- Trilogie (animation de Hubert Sielecki)
- Falter (animation de Hubert Sielecki)
- 1500 circa (spot de cinéma)
- Nosferatu (musique live)
- GT (avec Günther Selichar)
- Carl Mayer (ménages à trois)
- Oktober (avecDoron Goldfarb)
- Northern Light Pictures (indicatif)

- Nu (Serapions-Theater Wien)
- 17 und 4 (Serapions-Theater Wien)
- Der Erzbischof ist da (Contraction Wien)
- Der Irre (Theater 89 Berlin)
- Lenz (Theater 89 Berlin)
- Guernika (Serapions-Theater Wien)
- Xanadu (Serapions-Theater Wien)
- Koltes (Contraction Wien)
- Nemo Nemo Loquetur (Serapions-Theater Wien)
- Glöckner von Belgrad (50 min)
- Theatermusik 4 (30 min)
- Theatermusik 5 (64 min)
- Musik zur Ursonate (de K. Schwitters)
- Ciao Mama (Serapions-Theater Wien)
- Battuto (pour batterie, électronique, chœur d’hommes criant, chœur d’enfants)
- Kirschgarten (for Theater St. Pölten)
- Nachtflug 2 (Theater an der Wien/Kabinetttheater)
- Eur.oper (Theater an der Wien/Kabinetttheater)

- Nullmelodie (ORF; Brunner)
- Krok (SRG/ORF; Petschinka & Moessmer)
- Null Bytes (ORF; Eberhard Petschinka)
- Brain (ORF; Petschinka & Moessmer)
- Lady Killer (Deutschlandradio Berlin; Petschinka & Moessmer)
- Viruskonferenz (WDR/ORF; Petschinka)
- Splitter (14 min 25 s) (DRS; Petschinka)
- Rafael Sanchez reads Once Upon a Time in the West“) (14 min 00 s) (WDR/ORF/MDR; Petschinka & Sanchez)
- Indegenous people (14 min 00 s) (Deutschlandradio Berlin/ORF; Petschinka)
- Goldrausch (21 min 47 s) (SRG; Petschinka & Mairowitz)
- Schrödingers Katze (19 min 00 s) (WDR/ORF; Bestenreiner & Petschinka)
- Casanova Matador (20 min) (WDR/ORF; Petschinka & Sanchez)
- Santo Subito (avec Eberhard Petschinka)
- Nacht der Wünsche (33 min ; avec Petschinka)
- Blackwater Redux (28 min ; avec Petschinka)

## Discographie
Parutions chez col legno

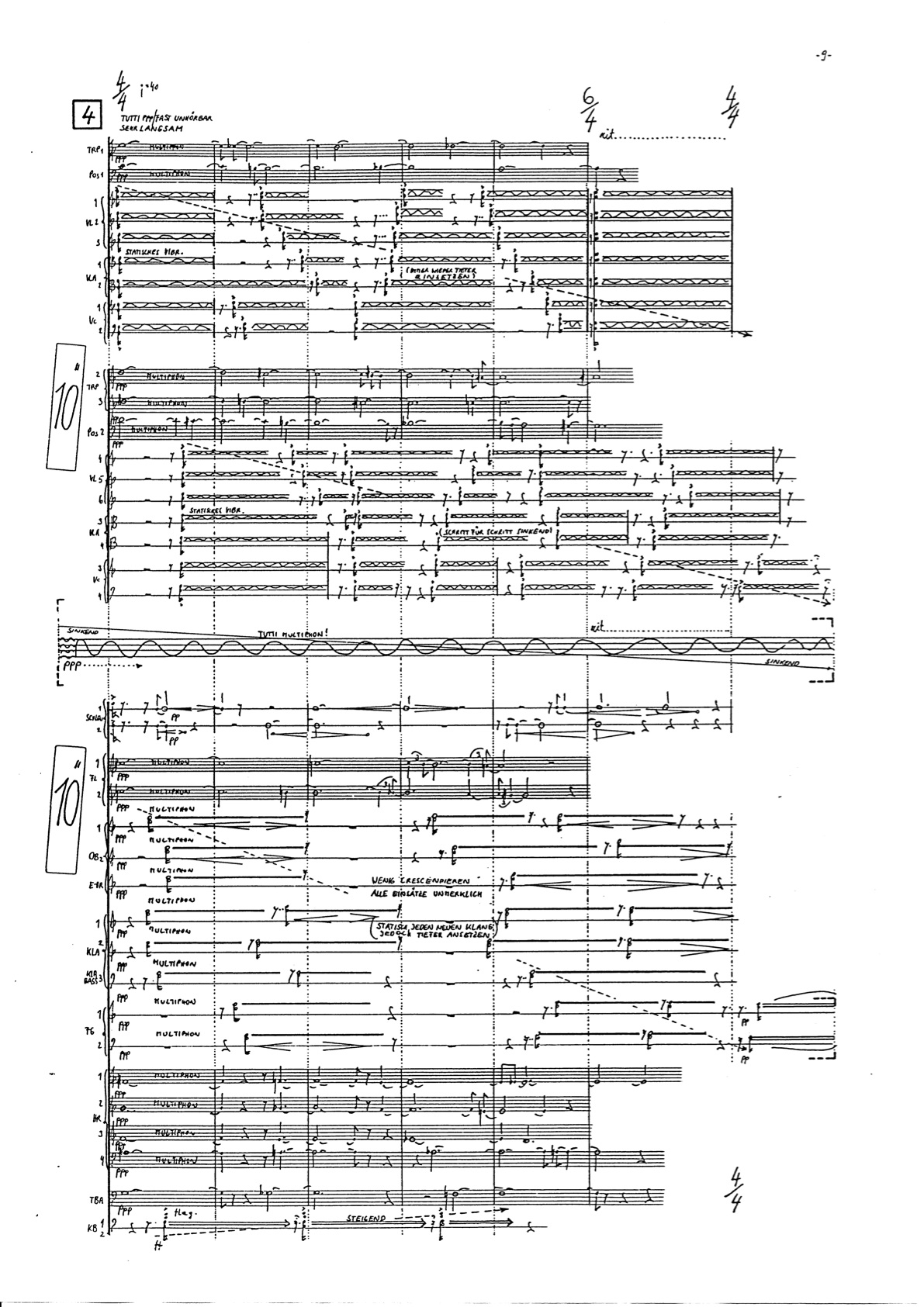
“Fisis”, pièce pour orchestre, cinq solistes et trois chefs d’orchestre

- Konzert für Klavier und Orchester (Donaueschingen; 2000)
- Mixture 5 (live; Darmstadt 2004) (pour orgue et électronique)
- Das tapfere Schneiderlein (petit opéra pour enfants; 2007)
- Im Sturm (avec Georg Nigl; 2007)
- Sopop (avec Birgit Minichmayr; 2008)
- Music for checking e-mails (2009)

Parutions chez KAIROS Music
- Coloured Noise (avec Klangforum Wien et Peter Rundel)

Parutions chez HatHutRecords
- Radio Fractal / Beat Music (avec Patrick Pulsinger, John Schröder, Max Nagl…)

Parutions chez moers music
- Obsoderso (avec Wolfgang Puschnig)
- Pat Brothers (avec Wolfgang Reisinger, Wolfgang Puschnig, Linda Sharrock)
- Call Boys Inc. I (avecKlaus Dickbauer, Günther Selichar and Gunter Schneider)

Parutions chez LondonHALL
- Amusie

Parutions chez wanadoo
- Masters of Zen Yamamoto/Mitterer (Shakuhachi/Orgel)

Éditions limitées; parutions sous le label Olongapo (créé par le compositeur)
- Grand jeu
- Reluctant Games
- Violettes Gras
- Mimemata
- Matador
- Turmbau zu Babel
- Call Boys Inc. II
- Two Days till tomorrow
- Dirty Tones
- I.R.S.
- Carbon Copy
- Piber 2003